# Divisió de Dacca

Mapa de Bangladeshamb la divisió de Dacca

La divisió de Dacca o de Dhaka és una entitat administrativa de Bangladesh amb capital a la ciutat de Dhaka. La superfície és de 31.119,97 km² i la població de 38.678.000 habitants (2000). Oficialment ha adoptat el nom de divisió de Dhaka, i és formada per 17 districtes, amb 1 corporació municipal, 58 municipalitats, 21 thanes, 119 upaziles, 1.239 union parishads, 12.765 mouzes, 549 wards, 1.623 mahalles i 25.244 pobles. Els districtes són:
- Districte de Dacca o Dhaka
- Districte de Gazipur
- Districte de Narsingdi
- Districte de Manikganj
- Districte de Munshiganj
- Districte de Narayanganj
- Districte de Mymensingh
- Districte de Sherpur
- Districte de Jamalpur
- Districte de Netrokona
- Districte de Kishoreganj
- Districte de Tangail
- Districte de Faridpur
- Districte de Madaripur
- Districte de Shariatpur
- Districte de Rajbari
- Districte de Gopalganj

Sota domini britànic ja formava una divisió amb quatre districtes (1901):
- Districte de Dacca
- Districte de Mymensingh
- Districte de Faridpur.
- Districte de Backergunge

La superfície era de 41.276 km² i la població:
- 7.597.500 el 1872
- 8.707.040 el 1881 (28.022 pobles)
- 9.845.296 el 1891
- 10.793.988 el 1901